# Länsväg Z 1024

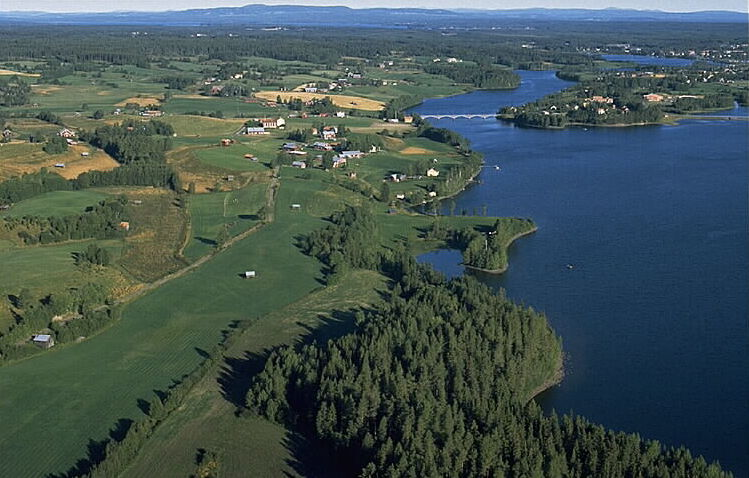
Flygfoto över bron som korsar Indalsälven vid Storsjöns utlopp mellan Kroksgård och Fannbyn.

Länsväg Z 1024 går mellan Dvärsätt och Rödöns kyrka i Jämtlands län. Vägen korsar Indalsälven vid Storsjöns utlopp.
Länsväg Z 1024 ansluter till:
- Länsväg Z 611
- Länsväg Z 615